# فاکتور Rho

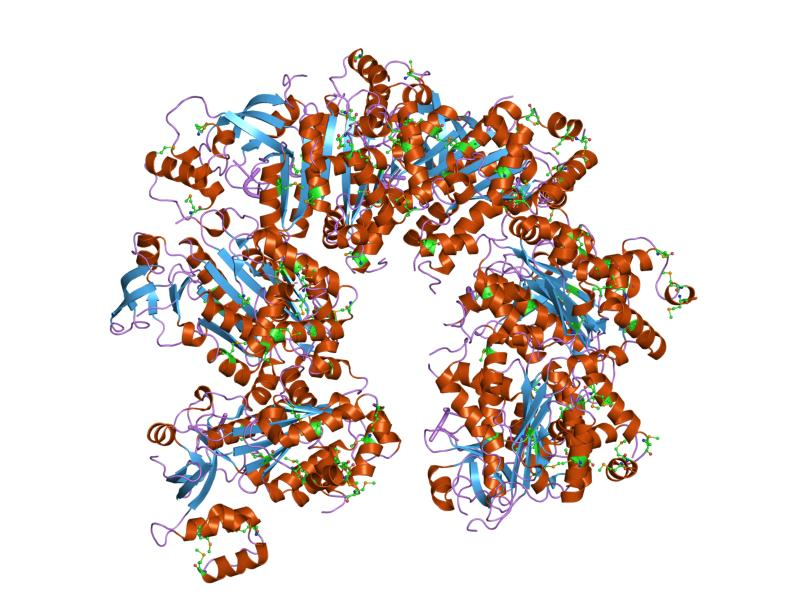
فاکتور ختم رونویسی Rho که به صورت هوموهگزامر می‌باشد.

فاکتور ρ یا Rho پروتئینی باکتریایی است که در ختم رونویسی دخیل است. فاکتور Rho به جایگاه توقف رونویسی، منطقه از RNA تک رشته‌ای استاندارد (به طول ۷۲ نوکلئوتید) بعد از چارچوب خوانش باز (ORF) که غنی از سیتوزین و فقیر از گوانین است و ساختار دوم مشخصی ندارد، متصل می‌شود.
فاکتور Rho یک پروتئین رونویسی مهم در باکتری‌ها به حساب می‌آید. در اشرشیا کلی، این پروتئین یک هگزامر ۲۷۴٫۶ کیلودالتونی با زیرواحدهای یکسان است. هر زیرواحد حاوی یک دامین اتصال به RNA و یک دامین هیدرولیز کننده ATP است. این پروتئین عضوی از خانواده هلیکازهای هگزامری وابسته به ATP یعنی RecA/SF5 می‌باشد که با پیچاندن نوکلئیک اسید به دور خود و سپس عمل هلیکازی فعالیت می‌کند. Rho به عنوان یک فاکتور فرعی برای RNA پلیمراز به حساب می‌آید.
به‌طور کلی، دو نوع ختم رونویسی در باکتری‌ها وجود دارد، ختم وابسته به Rho و ختم ذاتی (مستقل از Rho). پایانه‌های وابسته به Rho نیمی از پایانه‌های وابسته به فاکتور E. coli را شامل می‌شوند. دیگر فاکتورهای ختم رونویسی در E. coli عبارتند از پروتئین Tau و NusA. پایانه‌های وابسته به Rho اولین بار در ژنوم باکتریوفاژ شناسایی شدند.

## عملکرد
یک فاکتور Rho روی سوبسترای RNA کار می‌کند. عملکرد کلیدی Rho فعالیت هلیکازی آن است، که انرژی موردنیاز آن از طریق هیدرولیز ATP وابسته به RNA تأمین می‌شود. جایگاه اتصال اولیه برای Rho یک توالی ۷۰ نوکلئوتیدی یا بعضی مواقع ۸۰ تا ۱۰۰ نوکلئوتیدی است که غنی از سیتوزین و فقیر از گوانین است و به آن جایگاه مورد استفاده Rho یا rho utilisation site یا rut می‌گویند و در حقیقت در بالادست توالی اصلی خاتمه در RNA سنتزی حضور دارد. چندین جایگاه اتصال Rho تاکنون کشف شده‌اند. بااینکه توالی توافقی بین آنها یافت نشده، اما این توالی‌های متفاوت به نظر خاص می‌آیند زیرا جهش‌های کوچک در آنها عملکردشان را از بین می‌برد. Rho به RNA متصل شده و با هیدرولیز ATP انرژی موردنیاز برای حرکت در طول RNA تا رسیدن به مارپیج هیبریدی RNA-DNA را تأمین می‌کند و شروع به باز کردن دو رشته از یکدیگر می‌کند. آنزیم RNAپلیمراز در توالی خاتمه متوقف می‌شود، که این توقف به دلیل وجود توالی ای است که حدود ۱۰۰ نوکلئوتید از جایگاه اتصال Rho فاصله دارد و به آن جایگاه توقف حساس به Rho می‌گویند؛ بنابراین، با اینکه سرعت حرکت RNAپلیمراز حدود ۴۰ نوکلئوتید بیشتر از Rho است، مشکلی را برای مکانیزم ختم ایجاد نمی‌کند و گویا RNAپلیمراز به فاکتور Rho اجازه می‌دهد تا آن را بگیرد.
به‌طور خلاصه، Rho با حرکت در طول مولکول RNA تازه سنتز شده به سمت انتهای '۳ آن و جداکردن آن از الگوی DNA، به عنوان یه آنزیم بازکننده وابسته به ATP عمل می‌کند.